# Peter Inge
Peter Anthony Inge, né le 5 août 1935 et mort le 20 juillet 2022, est le chef d'état-major général de l'armée britannique de 1992 à 1994. Il est ensuite chef d'état-major de la Défense avant de prendre sa retraite en 1997. Au début de sa carrière militaire, il participe à l'urgence malaise et intervient en Irlande du Nord et plus tard dans sa carrière, il fournit des conseils au gouvernement britannique pendant la guerre de Bosnie.

## Biographie

### Jeunesse et éducation
Fils de Raymond Albert Inge et de Grace Maud Caroline Inge (née Du Rose), Peter Inge est né à Croydon le 5 août 1935 et fait ses études au Wrekin College et à l'Académie royale militaire de Sandhurst.

### Carrière militaire
Peter Inge entre dans les Howards verts de Sandhurst le 27 juillet 1956. Il est promu lieutenant le 27 juillet 1958, sert avec le 1er Bataillon des Green Howards à Hong Kong et en Allemagne et est déployé en service opérationnel en Malaisie pendant l'Insurrection communiste malaise. Nommé aide de camp à l'officier général commandant la 4e division en 1960, il est promu capitaine le 27 juillet 1962, et nommé adjudant du 1er bataillon des Green Howards en 1963.
Après avoir travaillé au ministère de la Défense et avoir été promu major le 31 décembre 1967, Inge revient au 1er Bataillon en tant que commandant de compagnie en 1969 et est déployé en Irlande du Nord. Il sert comme major de brigade avec la 11e brigade blindée à partir d'août 1971, avant d'être promu lieutenant-colonel le 31 décembre 1972, et de devenir instructeur au Collège d'état-major de Camberley en 1973. Il est nommé commandant du 1er bataillon des Green Howards en 1974. Promu colonel le 31 décembre 1976, il commande la Junior Division du Staff College à partir de 1977 et, après sa promotion au grade de Brigadier le 31 décembre 1979, il commande la Task Force C de l'armée britannique du Rhin à partir de 1980. À partir de 1982, il est chef d'état-major du I (British) Corps. Il retourne en Grande-Bretagne en tant qu'officier général commandant le district du Nord-Est et commandant la 2e division d'infanterie, basée à York, à partir du 12 janvier 1984 avec le grade substantif de général de division du 16 avril. En 1986, il est nommé directeur général de la politique logistique (armée) au ministère de la Défense.
Peter Inge est promu lieutenant général et devient officier général commandant I (britannique) Corps le 8 août 1987. Il est nommé Chevalier Commandeur de l'Ordre du Bain dans les honneurs du Nouvel An 1988. Il abandonne le commandement du corps le 2 octobre 1989 et, le 27 novembre, il devient le commandant du groupe d'armées du Nord de l'OTAN et commandant en chef de l'armée britannique du Rhin en Allemagne avec le grade de général local ; son grade est rendu substantiel le 3 janvier 1990.
Devenu aide de camp général de la reine le 21 février 1991 et promu Chevalier Grand-Croix de l'Ordre du Bain dans les honneurs d'anniversaire de 1992, Inge est nommé chef d'état-major général en février 1992 et Chef d'état-major de la Défense avec rang de maréchal le 15 mars 1994. Il sert dans ce poste, dans lequel il fournit des conseils militaires au gouvernement britannique sur la conduite de la guerre de Bosnie, jusqu'à sa retraite en 1997. Il est nommé colonel des Green Howards en 1982, colonel commandant de la police militaire royale en 1987 et colonel commandant du corps d'entraînement physique de l'armée en 1988.

### Fin de carrière
Après avoir quitté son poste de chef d'état-major de la Défense, Peter Inge est créé pair à vie en tant que baron Inge, de Richmond dans le comté de North Yorkshire, en 1997. Inge est nommé Chevalier de l'Ordre de la Jarretière le 23 avril 2001, et prend sa retraite des Lords le 25 avril 2016, où il a été un opposant à une intégration plus poussée de l'UE.
En 2004, Peter Inge est nommé conseiller privé et membre de la commission Butler, qui examine l'utilisation du renseignement pendant la Guerre d'Irak. Présidée par Robin Butler, l'enquête détermine que les renseignements utilisés pour déclarer la possession par l'Irak des « armes de destruction massive » étaient viciés.
À sa retraite, Peter Inge devient directeur non exécutif de Racal Electronics plc, commissaire du Royal Hospital Chelsea, administrateur des Historic Royal Palaces et président du Army Benevolent Fund. Il est membre du conseil consultatif d'Aegis Defence Services, une société militaire privée basée à Londres ayant auparavant, jusqu'en février 2010, été le président du conseil d'administration.

### Famille
En 1960, Peter Inge épouse Letitia Thornton-Berry ; ils ont deux filles, Antonia et Verity. Lady Inge est décédée en 2020.